# Omniscan
Omniscan er et varemærke for et MR-kontrastmiddel der indeholder molekylet gadodiamid med grundstoffet gadolinium.
Videnskabelige undersøgelser har peget på at der er en sammenhæng mellem brug af Omniscan hos svært nyresyge patienter og deres senere udvikling af sygdommen nefrogen systemisk fibrose.
Omniscan blev oprindelig udviklet af biotekfirmaet Salutar.
I 1993 blev det godkendt i USA og den Europæiske Union og i 1994 blev det markedsført i Danmark.

## Henvisning
1. ↑  Niels-Bjørn Albinus (21. februar 2008). "Producent kendte til kontrastmiddels farlighed". Dagens Medicin. Arkiveret fra originalen 20. marts 2011. Hentet 8. december 2010.
2. ↑  "Omniscan-skandalen år for år". 19. november 2010. Arkiveret fra originalen 14. september 2011. Hentet 8. december 2010.